# Torpedkryssare

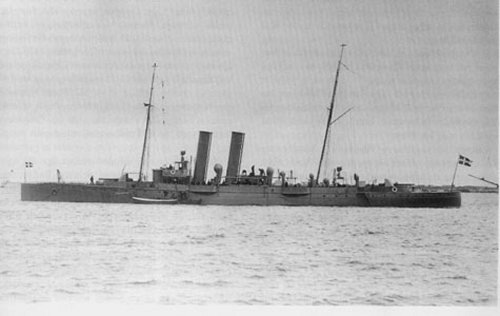
Den svenska torpedkryssaren Jacob Bagge, sjösatt 1898.

Torpedkryssare även kallad torpedkanonbåt var en mindre obepansrad kryssare med omkring 20 knops fart. Bestyckningen var medelsvårt eller lätt artilleri samt torpeder. Torpedkryssarens uppgift var bland annat bevakningstjänst, rekognosceringstjänst och allehanda uppdrag i en sjöstyrka som kan lämpa sig för mindre fartyg. I svenska flottan användes de också som flottiljchefsfartyg i torpedbåtsflottiljerna. Torpedkryssarnas storhetstid var runt 1880-1890-talet; sedan togs deras uppgifter över vid bevaknings- och rekognosceringstjänsten av mera snabbgående och sjödugliga fartyg.